# Lett irodalom
A lett irodalom önállóan csak a 19. század második felétől létezik, elsősorban a német nyelvű tudományos felvilágosodás hatására Rigábanban fejlődött, ahol többek között Johann Christoph Berens és Herder is alkotott. A középlett dialektus alapján a gazdag fordításirodalom révén fejlődött. A középkortól a 20. század elejéig a német volt az uralkodó nyelv az oktatásban és a tudományban, és az 1860-ban kezdődő és 1905 után felerősödő oroszosítási politikáig a közigazgatásban is. A reformáció óta azonban a túlnyomórészt német származású, protestáns Livóniából származó lelkészek erőfeszítései révén létrejött egy olyan lett írott nyelv is, amely túllépett a nyelvjárási határokon, és amelyen vallásos és tanító jellegű művek (katekizmus, énekek és zsoltároskönyvek) íródtak.

## Története

### Korai lett fordítások és gyűjtemények
Az első lett nyelvű könyv, a holland-német jezsuita Canisius Szent Péter katolikus katekizmusának fordítása 1585-ben nem Lettországban, hanem a katolikus Vilniusban, Litvániaban jelent meg. Egy évvel később Königsbergben megjelent az első protestáns katekizmus, Luther Márton Kis kátéja lett nyelven, amelyet Johann Rivius († 1585) fordított le és egy kurlandi és szemigalliai lelkészekből álló kollégium adta ki. Ez a kollégium 1587-ben egy lett énekeskönyvet is kiadott, szintén Königsbergben: Undeudsche Psalmen und geistliche Lieder oder Gesenge, welche in den Kirchen des Fürstenthums Churland und Semigallien in Liefflande gesungen werden.
A 17. században Livóniában a lett írásbeliség fejlődésében a legfontosabb szerepet a német teológus Georg Mancelius és az első lett bibliafordítás (1685–1689) szerzője, Ernst Glück játszotta. Az első lett nyelvtant Georg Mancelius és Johann Georg Rehehusen foglalta össze, és 1644-ben Rigában nyomtatták ki. 1761-ben Braunschweigben megjelent Gotthard Friedrich Stender javított lett nyelvtana. Stender német szépirodalmi fordításokat is kiadott lett nyelven, hogy megpróbálja helyettesíteni a felvilágosodás szempontjából károsnak tartott népmeséket.

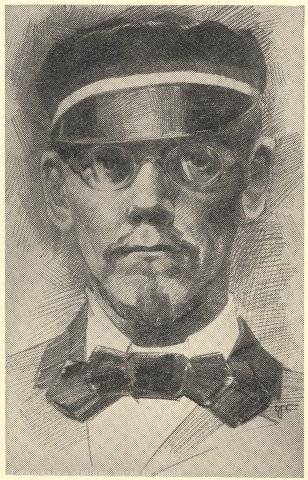
Juris Alunāns (1864)

### A „ifjú lettek” mozgalma és a nemzeti romantika
A nemzeti kultúra keresésének fontos építőköve volt az akkori Livónia területén az „ősi szövegek” felfedezése. Ezeket azonban nem lett nyelven írták, hanem valamelyik balti nyelven, (latgal, litván, szamogit). A lett nyelvet a balti németek egészen a 19. századig egyfajta paraszti köznyelvnek tekintették, amely véleményük szerint alkalmatlan volt az emelkedett gondolatok kifejezésére. Ez változott meg a („ifjú lettek”) mozgalommal, amely a 19. század elejének gazdag népköltészetét és nemzeti romantikus költészetét vette át. Ennek ellenére az ősi szövegeket gyakran először németből kellett lefordítani.
Johann Gottfried Herder (1744–1803) tézise a „népi szellemről” nagy jelentőséggel bírt a fiatal lettek történelmi tudatára nézve. Herder úgy vélte, hogy bár a lett népdaloknak nem voltak epikus vonásaik, a korai időkben létezniük kellett, csak a német uralom alatt vesztek el. Az 1824-ben balti német lelkészek által alapított Lett Irodalmi Társaság hamarosan nemcsak a lett nyelv kutatásával és dokumentálásával, hanem népszerűsítésével is foglalkozott, például évkönyveket adott ki.
Ansis Līventāls kísérletei (1803–1878) a lett népdalokra épülő művészeti költészet megteremtése érdekében, azonban teljesen elhibázta azok jellegét. Juris Alunāns (1832–1864), aki számos neologizmust alkotott, amelyek gyorsan elterjedtek a köznyelvben, 1856-ban dalokat jelentetett meg lett nyelven. Ezt az időpontot tekintik gyakran a modern lett irodalom születésének, amely az 1860-as évektől kezdve már a késő romantika hatására fejlődött. A „hősiesség keresésének” egyik legfontosabb eseménye ebben az időszakban az úgynevezett lett pszeudo-nemzeti eposz, a Lāčplēsis (A medveölő) megalkotása volt. Az 1888-ban megjelent A medveölő a költő Andrejs Pumpurs (1841–1902) műve, amely az ősi mítoszokat és a történelmi tényeket pontosan leíró Henrik Livónia krónikáján alapul. A harcias medveölő figurája azóta is gyakran felbukkan a lett irodalomban és színházban. Mivel a lett folklór valóban szegényes volt epikus elemekben, a Lāčplēsist ma a tudósok inkább a romantikus irodalom művészi termékének tekintik, mint a Kalevala vagy a Nibelung-ének értelmében vett valódi népi eposznak. Miķelis Krogzemis (1850–1879) Auseklis álnéven is jelentős irodalmi színvonalú álmitológiai verseket publikált. Krišjānis Barons (1835–1923) a lett népdalokat tartalmazó kilenc kötetes gyűjteményéről, a Dainákról lett ismert.

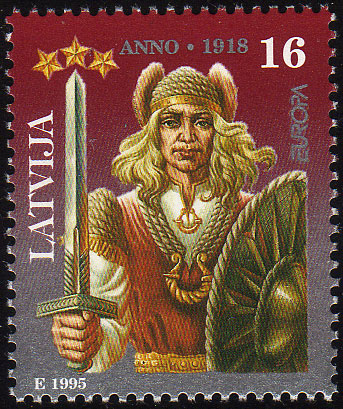
A hős Lāčplēsis medvefüllel egy lett bélyegen

### Realizmus
A 19. század második felében erős realista, részben társadalomkritikus áramlat alakult ki, amelynek fontos képviselői voltak Andrievs Niedra (1871–1943) és Juris Neikens (1826–1868). A balti németek körében, és ma már Németországban is különösen ismertté vált a valószínűleg Gogol hatása alatt a testvérek, Reinis Kaudzīte (1839–1920) és Matīss Kaudzīte (1848–1926) által írt Mērnieku laiki című regény (1879) . Ez az első realista regény a balti irodalomban és egyben detektívregény, amely a régi lett paraszti erkölcs hanyatlásával foglalkozik az 1870-es években, valamint a mentalitás változásával a kapitalista gazdaság fejlődésének és a földek újraelosztásának időszakában. A 2009-ben kiadott egy latos emlékérmét a regénynek szentelték.
A Lettországban népszerű Herrnhuti testvérgyülekezetnek és vallásos-didaktikus írásainak tulajdonítják a realista irodalom melankolikus-depresszív hangvételét („Parasztsiralom”).

## A korai lett modernizmus

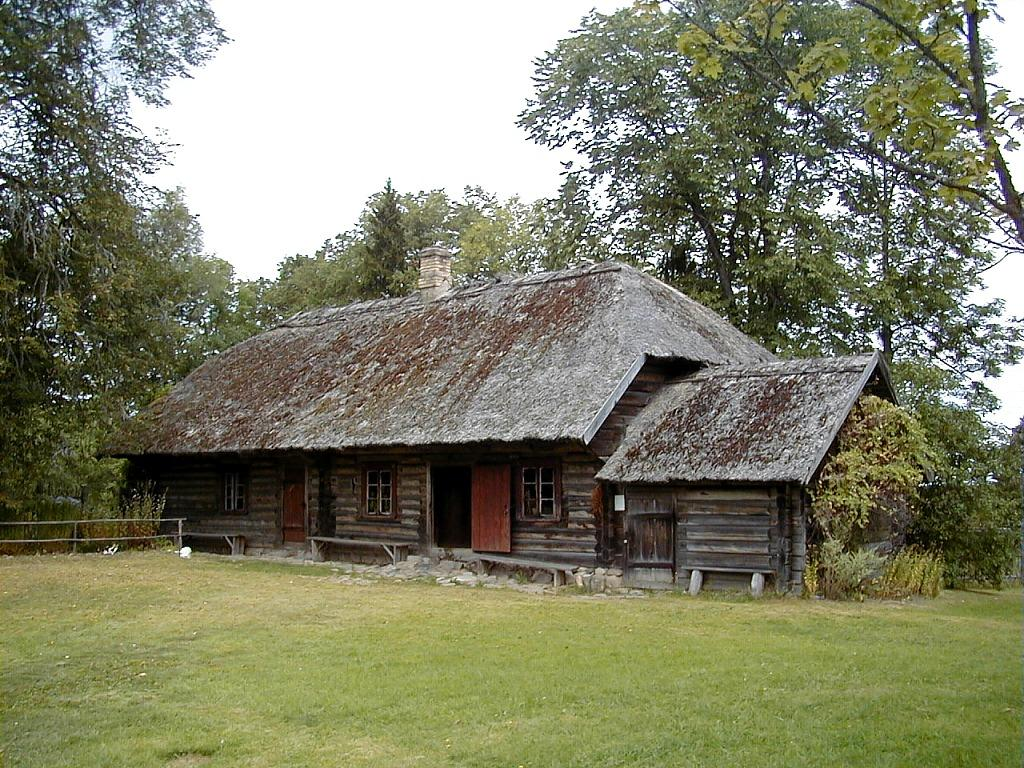
Blaumanis udvar és múzeum Brakiban, Ērgļi közelében (1999)

A 19. század végén és a 20. század elején a lett értelmiség eltávolodott a nemzeti romantikus eszméktől, és a marxizmus, valamint a szimbolizmus felé fordult. Ezt az értelmiséget Új áramlatnak nevezték („Jaunā strāva”). Ennek az egyik képviselője volt a költő Eduard Veidenbaum (1867–1892), aki az orosz és nyugat-európai szocializmus hatására hajlamos volt a romantikát leértékelni, kritizálta az addig előítélet nélkül ábrázolt balti németséget, és elutasította a lett középkor átformálását. Veidenbaum szatirikus versei csak átiratban keringtek, majd egy 1908-as kiadási kísérlet a szerkesztő letartóztatásához vezetett. Szintén a szimbolizmus és Csehov hatása alatt állt a mesemondó és drámaíró Rūdolfs Blaumanis (1863–1908), akinek munkásságában azonban naturalista vonások is megfigyelhetőek.
A szociáldemokrata feminista Aspazija (Elza Pliekšāne, született Rozenberga, 1865–1943) költészetében és színdarabjaiban stilárisan az Új áramlat és a neoromantika között ingadozott. Férjét, Rainist (más néven Jānis Pliekšāns, 1865–1929) Lettország legjelentősebb írójának tartják. Goethe Faustjának fordításával, költészetével és az Indulis un Ārija valamint az Uguns un nakts (Tűz és éjszaka) című drámáival vált ismertté. Az 1905-ös orosz forradalom kudarca miatt Aspazijával együtt el kellett hagynia az országot. Lettország 1920-as függetlenné válása után mindketten visszatérhettek hazájukba. Andrejs Upīts (1877–1970) regényei Lev Tolsztoj hatását mutatják. Műveit az 1934-es diktatúra alatt betiltották. Kārlis Skalbe (1879–1945) Hans Christian Andersen és Oscar Wilde stílusában írt verseivel és művészi meséivel vált ismertté.

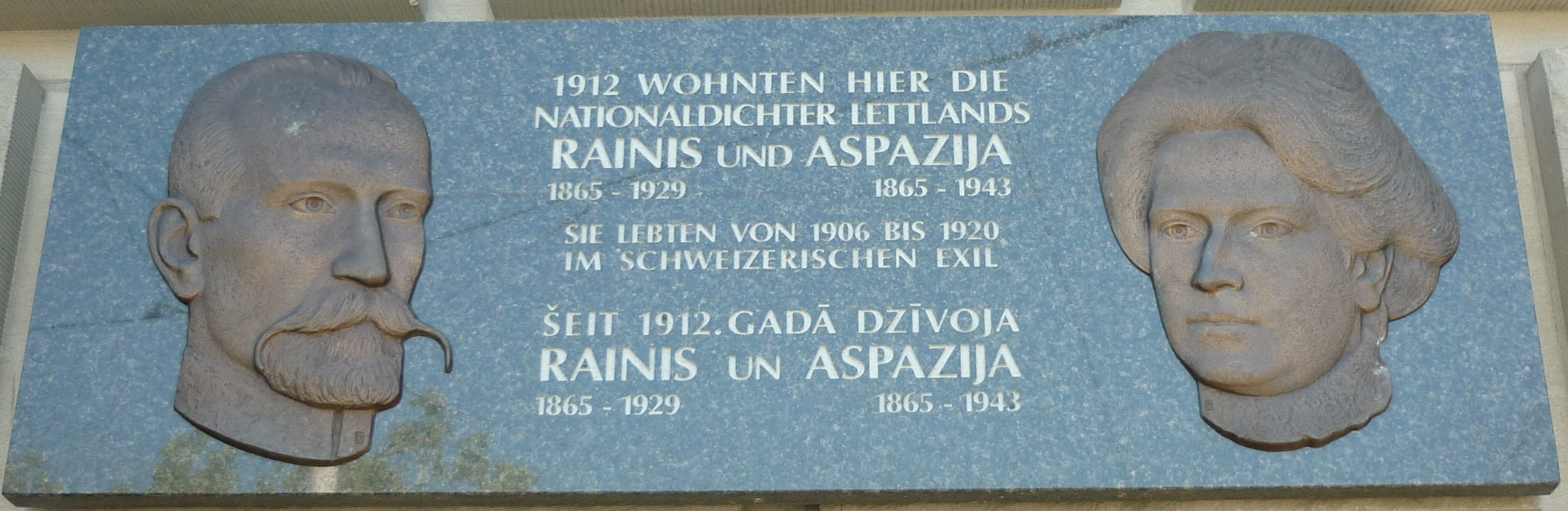
Rainis és Aspazija (emléktábla Zürichben)

### Az első önálló államiság időszaka
1918 óta a lett nyelv (lattva) már elnyerte mai formáját, egy magasan fejlett, többfunkciós nyelv lett, rögzített stílusrendszerrel és kidolgozott terminológiával. A helyesírást is megreformálták, a németorientált helyesírásról a fonetikai és etimológiai szempontból megfelelőbb változatra.
Az expresszionizmus némi késéssel ugyan, de egy ideig nyomot hagyott a költészetben, mint például Pēteris Ērmanis (1893–1969) munkássága. Hamarosan a „régi lettek” középkori szabadságküzdelmei, egy feltételezett utópisztikus társadalom néprajza és folklórja pozitív fogadtatást kapott, ami sok szerzőnek az európai modernségtől való elfordulásával függött össze. Azonban Jānis Medenis (1903–1961) kísérlete, hogy a lett népi irodalomból új formai stílusokat dolgozzon ki, kudarcot vallott. A 19. századi nemzeti romantikával ellentétben a háború értékei és a lett hősiesség dicsőítése most irodalmilag kevésbé kifinomult formában került előtérbe, és a jobboldali konzervatív autoriter rendszer támogatását szolgálta. A Lettország területén élő népek közül a szemigallok különös figyelmet kaptak, mivel 1290-ig harcoltak a Német Lovagrend ellen. Ez a motívum befolyásolta a két világháború közötti Lettország irodalmát. Lettország egyik legnépszerűbb költője ebben az időszakban, Edvarts Virza (1883–1940) "Nameitis király" című hazafias költeményében nemzeti hőssé tette a livóniai rímes krónikában ábrázolt Nameise nevű szemigalliai vezért. Aleksandrs Grīns szintén a Nameise-mítosznak szentelte munkásságát. Ezzel párhuzamosan kialakult egy neorealista irodalmi irányzat is Jānis Jaunsudrabiņš (1877–1962) drámaíróval az élen, aki a legszegényebb körülmények között nőtt fel és drámaíróként vált ismertté. Ellenzékben állt Kārlis Ulmanis rendszerével és eltiltották a publikálástól.

### A szovjet időszak
A szovjet megszállás idején (1940–1941 és 1944–1991) a lett nyelv az orosz nyelvvel együtt élt, társadalmilag kétnyelvű helyzetben. Az állam és a hatóságok hivatalos nyelve az orosz lett. Aleksandrs Grīns és sok más értelmiségi az  üldöztetés áldozatává vált. Az írások színvonala csökkent, kivéve a hagyományos realizmus képviselőinek műveit, mint például Anna Sakse (1905–1981). Az államiság idején emigrált régebbi kommunista írók, mint például Andrejs Upīts (1877–1970), a "lett Gorkij", aki minden irodalmi műfajban tevékenykedett. Műveit kétszer tiltották be: egyszer Kārlis Ulmanis 1934-es államcsínye után, másodszor a szovjet időszakban a Virágzó sivatag című drámájának előadását és irodalomtörténetének terjesztését.
Az 1960-as évektől kezdve újjáéledt az irodalom, amely bizonyos ellenállást tanúsított a szocialista esztétikai és társadalmi normákkal szemben, és elsősorban a költészetben fejeződött ki, például Laima Līvena  (1943–2006) Šūpoles ("Hinták", 1970) című kötetében és Mirdza Ķempe (1907–1974) munkásságában. A szövegíró Vizma Belševica-t több évre eltiltották az írástól, mert a Gadu gredzeni („Éves gyűrűk”, 1969) című művében kódolt kritikát fogalmazott meg Lettország szovjet megszállásáról.
Az 1970-es években a lett irodalomnak a száműzetésben lévő írók jóvoltából sikerült bekerülnie  a világirodalom sodrásába. Fontos prózai írók voltak Visvaldis Eglons (valódi nevén Visvaldis Lāms, 1923–1992) kísérleti regényeivel, a Regīna Ezera (1930–2002) és Andris Jakubāns (1941–2008). Imants Ziedonis Ojārs Vācietis verseket és meséket írt gyerekeknek.
A lett színház az 1970-es években a peresztrojka számos megnyilvánulását természetesnek vette. Más szerzők, mint például Harijs Heislers (1926–1985) a múlt feldolgozását választották,  – Heislert évekig a Workutai munkatáborba deportálták. A szintén évekre bebörtönzött költő, Knuts Skujenieks (1936) műveit csak 1978 után lehetett kiadni, de teljes terjedelemben csak 1990 után jelenhettek meg.

### Lett irodalom a száműzetésben 1944 után
Anšlavs Eglītis (1906–1993) 1944-ben előbb Németországba, majd 1952-ben az Amerikai Egyesült Államokba ment száműzetésbe. Az 1930-as évek Rigájának bohém életét tükröző Homo Novus című művészregénye először a megszállt Lettországban jelent meg 1944 októberéig, folytatásos regényként. Teljes változatban először 1946-ban jelent meg Amerikában.
1944/1945-ben összesen mintegy 200 000, gyakran jól képzett lett hagyta el hazáját. Csak Nyugat-Németországban több mint 170 író telepedett le, köztük Pēteris Ērmanis és Jānis Jaunsudrabiņš, akik továbbra is csak lett nyelven publikáltak, és szövegeiket soha nem fordították le németre.
Ennek nyomán kiterjedt emigránsirodalom alakult ki, amely kezdetben a múlt, az 1960-as évektől pedig egyre inkább a jelenkor problémái felé fordult. A költő Gunārs Saliņš (1924–2010) lett a lett New York-i művészek egyesületének, a Hell's Kitchen Artists-nek a szóvivője, Mārtiņš Zīverts (1903–1990) pedig az emigrációban élő lett színház nagyra becsült képviselője.
A következő években vita bontakozott ki az országban maradt és az emigráns írók között. A Lettországban maradtak gúnyt űztek a száműzött írók műveiben megjelenő szentimentális nacionalizmusból, míg a száműzetésben élők azon a véleményen voltak, hogy az otthon maradottak alávetették magukat a szovjet rendszernek. Csak napjainkban folyik mind a száműzetésben, mind a szovjet megszállás alatt álló Lettországban született irodalom kritikai vizsgálata és részleges átértékelése.
David Bezmozgis (sz. 1973) gyermekként, szüleivel együtt vándorolt ki Kanadába. A szabad világ című regényében (2011) a Szovjetunióból Torontóba kivándorolt zsidók helyzetét és a kapitalista Nyugaton kialakult konfliktusaikat írja le saját tapasztalatai alapján.

## Lett irodalom ma
A lett függetlenség helyreállítása után számos száműzött író tért vissza Lettországba, köztük a költő Astrīde Ivaska. (1926–2015), aki az Egyesült Államokban élt.
A kilencvenes évek „nemzeti ébredése” újjáélesztette az érdeklődést maga a nyelv és a nyelvvel való játékok iránt. Az 1990-es évek legkülönösebb prózai műveit többek között James Joyce ihlette, mint például Aivars Ozoliņš Dukts (1991) vagy a Latgalian, Valerjana dzeive i redzīni (Des Valerjan élete és nézetei, 1996) Oskar Seiksts (1973) és Valentīns Lukaševičs (1968)  művei. Alberts Belsnek (1938) már az 1980-as évek végén, a peresztrojka idején reneszánszát élték az 1960-as és 1970-es években írt, akkoriban betiltott vagy cenzúrázott regényei. Bels kiábrándító irodalmi elemzést nyújtott a lett rendszerváltás utáni társadalomról a Latviešu labirints (A lett labirintus, 1998), Uguns atspīdumi uz olu čaumalām (Tűzfény tojáshéjon, 2000) és Vientulība masu sarīkojumos (Magány a tömegrendezvényeken, 2005) című trilógiájával. Gundega Repše Ēnu apokrifs (1996, angol cím: "Invisible Shadows", Dumont 1998) című regényei, amelyeket németre is lefordítottak és Kāpēc tu raudāji? (2003, angol cím: Why did you cry, Ammann 2007; Fischer 2009). 
Dace Rukšāne a szovjet korszakkal foglalkozik mélyrehatóan, szubnarratív szálakon. 2011-ben Repše ihlette a ''Mēs. Latvija, XX gadsimts'' (Lettország, XX. század) c. regényét.  2018-ig tizenhárom regény jelent meg ugyanennyi középgenerációs szerzőtől, amelyek mindegyike a lett történelem egyes szakaszaival foglalkozik a XX. században.
A modern lett irodalomban a költészet is jelentős; meg kell említeni Kārlis Vērdiņš (1979), Inga Gaile (1976), Marts Pujāts (1982), Pēteris Draguns (1976), Anna Auziņa (1975) vagy Māris Salējs (1971), aki lengyel költészetet is fordít lettre. A kísérleti költők közül kiemelkedik Uldis Bērziņš (1944–2021) és Pēters Brūveris (1957–2011).
Az ország katolikus, orosz ortodox és zsidó multikulturális délkeleti részén beszélt Latgal nyelven a 18. századtól 1944-ig, majd az emigrációban és a függetlenség helyreállítása óta ismét Lettországban  jelentek meg  kiadványok.
Az orosz nyelvű szerzők továbbra is jelen vannak Lettországban, mint például az 1999-ben alapított Орбита (Orbit) szerzői csoport, amely változatos tevékenységet folytat, részben multimédiás, kétnyelvű orosz-lett és orosz-angol műveket ad ki. Ide tartozik a lírikus és drámaíró Szergej Timofejev. (Sergei Timofeyevs, sz. 1970), valamint Artur Punte, Semyon Khanin és Vladimir Svetlov. Az 1883-ban alapított Mihaila Čehova Rīgas Krievu teātris (Rigai „Mihail Csehov” Orosz Színház ) az egyik legrégebbi orosz nyelvű színház Oroszországon kívül.

## Fordítás
Ez a szócikk részben vagy egészben  a   lettische Literatur című német Wikipédia-szócikk ezen változatának fordításán alapul.  Az eredeti cikk szerkesztőit annak laptörténete sorolja fel. Ez a jelzés csupán a megfogalmazás eredetét és a szerzői jogokat jelzi, nem szolgál a cikkben szereplő információk forrásmegjelöléseként.